# Rena Mandel
Pour les articles homonymes, voir Mandel.
Rena Mandel est une actrice française née le 30 novembre 1911 et morte en mai 1987.
Elle joua le personnage de Gisele dans le film Vampyr de Carl Theodor Dreyer, sorti en 1932.
Comme l'ensemble des acteurs, à l'exception de Maurice Schutz et de Sybille Schmitz, c'était une actrice non professionnelle. Plusieurs sources la disent modèle.